# Physcidia australasica
Physcidia australasica är en lavart som beskrevs av Kalb & Elix. Physcidia australasica ingår i släktet Physcidia och familjen Ramalinaceae.   Inga underarter finns listade i Catalogue of Life.